# W. Ludwig Andrée
W. Ludwig Andrée (* 3. Februar 1877 in Recklinghausen; † 10. September 1920 in Köln) war ein deutscher Maschinenbauer und Konstrukteur.
Andrée besaß ein ausgeprägtes musisches, zeichnerisches und dichterisches Talent, Begabungen, die er in seiner Jugend auslebte. Trotzdem entschied er sich für einen technischen Beruf, wo er als Konstrukteur sein zeichnerisches Talent einsetzen konnte. So besuchte Andrée nach dem Einjährigenzeugnis eine technische Fachschule und arbeitete im Konstruktionsbüro der Maschinenfabrik Baum in Herne, die sich überwiegend mit Maschinen für die Kohleaufbereitung befasste. Seine Wissenslücken in der Technik schloss er durch diszipliniertes autodidaktisches Studium und einen kurzen Besuch der TH Hannover. Später arbeitete für die Kölner Maschinenbau AG, die Maschinenbauanstalt Humboldt in Köln-Kalk und bei der Demag in Duisburg. Seine in Duisburg gesammelten Ingenieurerfahrungen veranlassten Andrée 1908 sein erstes Buch, Die Statik des Kranbaues zu veröffentlichen, welches schon 1913 eine 2. Auflage erlebte. Ermutigt durch seine Erfolge beschritt er den Weg in die Selbständigkeit musste sie aber nach Kriegsbeginn wieder aufgeben und wirkte als Oberingenieur bei der Aktiengesellschaft Lauchhammer in Lauchhammer und danach bei Hein, Lehmann und Cie. in Düsseldorf. Er publizierte weitere Monografien, die sich in den Konstruktionsbüros des Stahl- und Maschinenbaus sowie in Ingenieurbüros großer Beliebtheit erfreuten. Andrée arbeitete noch für Ingenieurzeitschriften wie Fördertechnik, Brückenbau und Der Eisenbau mit. Für die letztgenannte Zeitschrift übernahm er 1919 die Schriftleitung. Als anerkannte Autorität auf dem Gebiet der Baustatik erreichten ihn mehrere Angebote deutscher Hochschulen, die Andrée jedoch ablehnte. Seine Veröffentlichungen über baustatische Untersuchungen vielfältiger Stahlkonstruktionen sind nach Inhalt und Form stilprägend für das industrieförmige Wissenschaftsverständnis in der Akkumulationsphase der Baustatik in der Zeit von 1900 bis etwa 1925. Andrée starb an den Folgen einer Operation.   

## Werke
- Andrée, W. L.: Die Statik des Kranbaues. München: R. Oldenbourg 1908.
- Andrée, W. L.: Die Statik des Kranbaues mit Berücksichtigung der verwandten Gebiete, Eisenhoch-, Förder- und Brückenbau, 2. Aufl. München: R. Oldenbourg 1913.
- Andrée, W. L.: Die Statik des Eisenbaues. München: R. Oldenbourg 1917.
- Andrée, W. L.: Zur Berechnung statisch unbestimmter Systeme. Das B-U-Verfahren. München: R. Oldenbourg 1919.
- Andrée, W. L.: Die Statik der Schwerlastkrane. Werft- und Schwimmkrane und  Schwimmkranpontons. München: R. Oldenbourg 1919.